# Kawakami Tetsutarō
Kawakami Tetsutarō (jap. 河上 徹太郎; * 8. Januar 1902 in Nagasaki; † 22. September 1980) war ein japanischer Schriftsteller.
Kawakami studiert bis 1926 Ökonomie an der Universität Tokio. Bekannt wurde er mit Übersetzungen von Werken Paul Valérys und André Gides sowie von Leon Shestovs Philosophie der Tragödie. Er veröffentlichte außerdem literaturkritische Werke. 1962 wurde er zum Mitglied der Japanischen Kunstakademie gewählt.

## Werke (Auswahl)
- 1932 Shizen to junsui (自然と純粋)
- 1954 Watakushi no shi to shinjitsu (私の詩と真実)
- 1959 Nihon no Outsider (日本のアウトサイダー)
- 1968 Yoshida Shōin (吉田松陰)

## Preise und Auszeichnungen
- 1968 Noma-Literaturpreis für Yoshida Shōin (吉田松陰)
- 1971 Großer Preis für japanische Literatur
- 1972 Ernennung zum Bunka Kōrōsha, zur Person mit besonderen kulturellen Verdiensten